# ماروکونا
ماروکونا (به لاتین: Marukona) یک منطقهٔ مسکونی در سری‌لانکا است که در استان مرکزی (سری‌لانکا) واقع شده‌است.